# Chalcopteryx scintillans
Chalcopteryx scintillans là loài chuồn chuồn trong họ Polythoridae. Loài này được McLachlan mô tả khoa học đầu tiên năm 1870.